# 扎拉·多魯哈諾娃
扎拉·多魯哈諾娃（英語：Zara Aleksandrovna Dolukhanova），生於1918年3月15日莫斯科，卒於2007年12月4日俄羅斯莫斯科。她是亞美尼亞的次女高音，其在1940到1960年代於電台廣播表演歌劇、以及音樂會的表演而為人所熟知。儘管她被視為蘇維埃時代最有成就的歌劇聲樂家，多魯哈諾娃相對出現在實際的歌劇表演中的場次十分稀少。其主要的表演還是在音樂會以及廣播電台中所表演的許多音樂作品。
多魯哈諾娃的聲音十分獨特，為難得一見的花腔女中音，嗓音清澈而音域廣。她最為知名的是在焦阿基诺·罗西尼歌劇中的表現，尤其是阿爾及爾的義大利女郎的角色伊莎貝拉以及灰姑娘中的角色安潔莉納。她也演唱了非常多不同的俄國作曲家以及韓德爾、海頓、莫札特、梅耶貝爾的音樂會作品。1966年獲列宁奖。

## 獲獎
- Order of Merit for the Fatherland 4th class（英语：Order of Merit for the Fatherland）
- Medal "For the Development of Virgin Lands"（英语：Medal "For the Development of Virgin Lands"）
- 弗拉基米爾·伊里奇·列寧誕辰一百週年紀念獎章
- Medal "Veteran of Labour"（英语：Medal "Veteran of Labour"）
- Jubilee Medal "50 Years of Victory in the Great Patriotic War 1941-1945"（英语：Jubilee Medal "50 Years of Victory in the Great Patriotic War 1941-1945"）
- Medal "In Commemoration of the 850th Anniversary of Moscow"（英语：Medal "In Commemoration of the 850th Anniversary of Moscow"）
- 列宁奖
- 蘇聯國家獎
- Title of Honoured Artist of the USSR
- Miner's Glory Medal（英语：Miner's Glory Medal）

## 外部連結
- Official English Website
- Biography （页面存档备份，存于）

Category:Armenian opera singers
Category:Russian opera singers
Category:Operatic mezzo-sopranos
Category:Russian mezzo-sopranos
Category:Gnessin School of Music alumni
Category:Musicians from Moscow
Category:20th-century opera singers
Category:Russian people of Kurdish descent